# Ya'ammu Nubwoserre
Nubwoserre Ya'ammu (còn được viết là Ya'amu, Jamu and Jaam) là một vị vua trong Thời kỳ Chuyển tiếp thứ Hai của Ai Cập.

Vị vua mang dòng máu Châu Á này theo truyền thống được đặt vào vương triều thứ 16, một giả thuyết vẫn được sử dụng cho tới ngày nay bởi một số học giả như Jürgen von Beckerath; Mặc dù gần đây Kim Ryholt đề xuất rằng ông là vị vua thứ hai của vương triều thứ 14.

## Đồng nhất
Vị vua này dường như đã sử dụng đôi chút đồ hình — vốn là một đặc quyền của các Pharaon— vì nó chỉ được sử dụng cho tên ngai của ông, Nubwoserre, dù không phải lúc nào cũng vậy. Tên riêng của ông không bao giờ xuất hiện bên trong một đồ hình, và nó được ghi lại đơn giản là "Người con trai của thần Ra, Ya'ammu".
Tương tự như vị tiên vương được đề xuất của ông, Yakbim Sekhaenre, không có bằng chứng trực tiếp nào cho thấy tên ngai của Ya'ammu là Nubwoserre: Giả thuyết này dựa trên cơ sở các đặc trưng về phong cách nghệ thuật của những con dấu và được đề xuất bởi William Ayres Ward, nó sau đó được Ryholt bổ sung thêm chi tiết; Daphna Ben-Tor không đồng thuận với giả thuyết này và chỉ ra rằng những con dấu của một số vị vua sống vào giai đoạn này lại quá giống nhau có thể để kết luận tương quan như vậy chỉ dựa trên cơ sở các đặc trưng về kiểu mẫu  Bản danh sách vua Turin không thể giúp giải quyết vấn đề này vì ông không xuất hiện trên bản danh sách này, có thể là do một vết hổng
Giả sử giả thuyết của Ward và Ryholt là đúng, Nubwoserre Ya'ammu được chứng thực bởi 26 con dấu bọ hung khá là thô (một cách rõ ràng hơn thì 19 con dấu có tên Nubwoserre và 7 có tên Ya'ammu); Dựa vào điều này, Ryholt ước tính triều đại của ông kéo dài khoảng 10 năm, trong khoảng thời gian từ năm 1780-1770 TCN..
Nhà Ai Cập học Israel Raphael Giveon đồng nhất Ya'ammu với vị tiên vương của ông là Yakbim.